# Walter Volle
Walter Volle (født 18. september 1913 i Mannheim, død 27. oktober 2002) var en tysk roer og olympisk guldvinder.
Volle roede for Ludwigshafener RV og blev tysk mester i firer med styrmand i 1936 i en båd med roere fra Ludwigshafen og MRV Amicitia fra Mannheim. Denne båd deltog også i OL 1936 i Berlin. Båden vandt da også sit indledende heat i ny olympisk rekordtid, og i finalen vandt de ligeledes sikkert, efter at den schweiziske båd havde ført første halvdel af løbet; Schweiz fik sølv og Frankrig bronze. Den tyske båds øvrige besætning var Hans Maier, Ernst Gaber, Paul Söllner og styrmand Fritz Bauer.
Senere skiftede Volle til otteren og blev tysk mester i denne båd i 1937 og 1938. Han vandt desuden EM-sølv i båden i 1937 og EM-guld i samme disciplin i 1938. Han blev tysk mester i firer uden styrmand i 1942 og 1947.
Volle indstillede sin karriere i 1958 og kastede sig derpå over trænergerningen. Han blev cheftræner i Berlin Roklub og stod som sådan bag elleve vesttyske mesterskaber til roere i forskellige klasser. Hans elever vandt i firer med styrmand  ved det første verdensmesterskab i 1962 og fulgte op med en EM-titel året efter, inden de satte kronen på værket med OL-guld i 1964.

## OL-medaljer
- 1936:  Guld i firer med styrmand